# Boxe nos Jogos Olímpicos de Verão da Juventude de 2014

O Boxe nos Jogos Olímpicos de Verão da Juventude de 2014  irão acontecer entre 23 e 27 de Agosto no Centro Internacional de Exposições de Nanquim em Nanquim, China. Pela primeira vez as Olimpíadas da Juventude terão três eventos femininos.

## Qualificação
Cada Comité Olímpico Nacional (CON) pode ter cinco atletas, três masculinos e dois femininos, e um por cada categoria de peso. 62 vagas foram decididas nos Campeonatos Mundiais da Juventude AIBA 2014 realizados em Sófia, Bulgária, entre 14 e 24 de Abril de 2014. Os cinco melhores rapazes e as quatro melhores moças de cada categoria de peso qualificaram-se para os Jogos Olímpicos da Juventude. Como anfitriões, a China teve direito a uma vaga em cada género. Inicialmente, nove atletas masculinos e cinco femininas seriam definidos pela Comissão Tripartida, mas os lugares não foram atribuídos devido à falta de capacidades técnicas e por preocupações com a segurança. Assim, as vagas foram redistribuídas com base nos resultados dos Mundiais Jovens AIBA 2014.
Para poderem participar nas Olimpíadas da Juventude, os atletas devem ter nascido entre 1 de Janeiro de 1996 e 31 de Dezembro de 1997. Além disso, todos os participantes devem ter competido nos Campeonatos Mundiais da Juventude AIBA 2014.
| CON                      | Rapazes | Rapazes | Rapazes | Rapazes | Rapazes | Rapazes | Rapazes | Rapazes | Rapazes | Rapazes | Moças  | Moças  | Moças  | Total |
| CON                      | -49 kg  | -52 kg  | -56 kg  | -60 kg  | -64 kg  | -69 kg  | -75 kg  | -81 kg  | -91 kg  | +91 kg  | -51 kg | -60 kg | -75 kg | Total |
| ------------------------ | ------- | ------- | ------- | ------- | ------- | ------- | ------- | ------- | ------- | ------- | ------ | ------ | ------ | ----- |
| GER Alemanha             |         |         |         |         |         |         |         |         |         | X       |        |        |        | 1     |
| ALG Argélia              |         |         | X       |         |         |         |         |         |         |         |        |        |        | 1     |
| ARG Argentina            |         |         |         |         |         |         |         |         |         | X       |        |        |        | 1     |
| ARM Armênia              |         |         |         |         |         |         |         | X       |         |         | X      |        |        | 2     |
| AUS Austrália            |         |         |         |         |         |         | X       |         |         |         |        |        | X      | 2     |
| AZE Azerbaijão           | X       | X       |         |         |         |         |         |         |         | X       |        |        |        | 3     |
| BLR Bielorrússia         |         |         |         |         |         | X       |         |         | X       |         |        |        |        | 2     |
| BUL Bulgária             |         | X       | X       |         |         |         |         | X       |         |         |        |        |        | 3     |
| CHN China                |         | X       |         |         |         |         |         |         |         |         | X      |        |        | 2     |
| KAZ Cazaquistão          | X       |         |         | X       |         |         |         | X       |         |         | X      |        |        | 4     |
| KOR Coreia do Sul        |         |         |         |         |         |         |         |         | X       |         |        |        |        | 1     |
| CRO Croácia              |         |         |         |         |         | X       | X       |         | X       |         |        |        |        | 3     |
| CUB Cuba                 |         |         | X       | X       |         |         |         |         | X       |         |        |        |        | 3     |
| SVK Eslováquia           |         |         | X       |         |         |         |         |         |         |         |        |        |        | 1     |
| USA Estados Unidos       |         | X       |         |         |         |         |         |         |         | X       |        | X      | X      | 4     |
| FIN Finlândia            |         |         |         |         |         |         | X       |         |         |         |        |        |        | 1     |
| FRA França               |         |         |         |         |         |         |         |         |         |         |        |        | X      | 1     |
| GEO Geórgia              |         |         |         |         |         | X       |         |         |         |         |        |        |        | 1     |
| GBR Grã-Bretanha         |         | X       | X       |         |         |         |         | X       |         |         |        |        |        | 3     |
| HUN Hungria              |         |         |         | X       | X       |         |         |         |         | X       |        |        |        | 3     |
| IND Índia                | X       | X       |         |         |         |         |         |         |         |         |        |        |        | 2     |
| IRL Irlanda              |         |         |         |         |         |         |         |         | X       |         |        | X      | X      | 3     |
| ITA Itália               |         |         |         |         | X       | X       |         |         |         |         | X      | X      |        | 4     |
| JPN Japão                | X       |         |         | X       | X       |         |         |         |         |         |        |        |        | 3     |
| MEX México               |         |         |         | X       |         |         |         |         |         |         |        |        |        | 1     |
| NOR Noruega              |         |         |         |         |         |         |         | X       |         |         |        |        |        | 1     |
| POL Polônia              |         |         |         |         |         |         |         |         |         |         |        |        | X      | 1     |
| DOM República Dominicana |         |         |         |         |         | X       |         |         |         |         |        |        |        | 1     |
| ROU Romênia              |         |         |         | X       |         |         |         |         |         |         |        |        |        | 1     |
| RUS Rússia               |         |         |         |         | X       |         | X       |         |         | X       |        |        |        | 3     |
| SWE Suécia               |         |         |         |         |         |         |         |         |         |         |        | X      |        | 1     |
| TPE Taipé Chinês         |         |         |         |         |         |         |         |         |         |         | X      |        | X      | 2     |
| TUN Tunísia              |         |         | X       |         |         |         |         |         |         |         |        |        |        | 1     |
| TUR Turquia              | X       |         |         |         | X       |         |         | X       |         |         | X      | X      |        | 5     |
| UKR Ucrânia              |         |         |         |         | X       |         | X       |         | X       |         |        | X      |        | 4     |
| UZB Uzbequistão          | X       |         |         |         |         | X       | X       |         |         |         |        |        |        | 3     |
| 36 CONs                  | 6       | 6       | 6       | 6       | 6       | 6       | 6       | 6       | 6       | 6       | 6      | 6      | 6      | 78    |

## Calendarização
O calendário foi publicado pelo Comité Organizador dos Jogos Olímpicos da Juventude de Nanquim. Cada dia teve três sessões para as pré-eliminatórias, meias-finais e rondas de classificação.
Todos os horários são pela hora padrão chinesa  (UTC+8).
| Data                 | Dia da semana | Horário           | Evento                                                          |
| -------------------- | ------------- | ----------------- | --------------------------------------------------------------- |
| 23 de Agosto         | Sábado        | 14:00 16:00 19:00 | Pré-Eliminatórias Rapazes Pré-Eliminatórias Moças               |
| 24 de Agosto         | Domingo       | 14:00 16:00 19:00 | Meias-finais Rapazes Meias-finais Moças                         |
| 25 de Agosto         | 2ª Feira      | 14:00 16:00 19:00 | Assaltos de Classificação Moças Assaltos de Classificação Moças |
| 26 de Agosto         | 3ª Feira      | 16:30             | Finais Moças                                                    |
| 27 de Agosto de 2014 | 4ª Feira      | 14:00             | Finais Rapazes                                                  |

## Sumário de medalhas

### Tabela de medalhas
| Ordem | País                     | Medalha de ouro | Medalha de prata | Medalha de bronze |    |
| ----- | ------------------------ | --------------- | ---------------- | ----------------- | -- |
| 1     | CUB Cuba                 | 2               | 1                |                   | 3  |
|       | USA Estados Unidos       | 2               | 1                |                   | 3  |
| 3     | ITA Itália               | 1               | 1                | 1                 | 3  |
| 4     | BUL Bulgária             | 1               | 1                |                   | 2  |
|       | CHN China                | 1               | 1                |                   | 2  |
|       | KAZ Cazaquistão          | 1               | 1                |                   | 2  |
|       | UZB Uzbequistão          | 1               | 1                |                   | 2  |
| 8     | AZE Azerbaijão           | 1               | 1                |                   | 2  |
|       | GER Alemanha             | 1               |                  |                   | 1  |
|       | POL Polônia              | 1               |                  |                   | 1  |
|       | UKR Ucrânia              | 1               |                  |                   | 1  |
| 12    | CRO Croácia              |                 | 1                | 1                 | 2  |
|       | IRL Irlanda              |                 | 1                | 1                 | 2  |
|       | JPN Japão                |                 | 1                | 1                 | 2  |
|       | RUS Rússia               |                 | 1                | 1                 | 2  |
| 16    | TPE Taipé Chinês         |                 | 1                |                   | 1  |
|       | DOM República Dominicana |                 | 1                |                   | 1  |
| 18    | GBR Grã-Bretanha         |                 |                  | 2                 | 2  |
|       | TUR Turquia              |                 |                  | 2                 | 2  |
| 20    | ARM Armênia              |                 |                  | 1                 | 1  |
|       | AUS Austrália            |                 |                  | 1                 | 1  |
|       | HUN Hungria              |                 |                  | 1                 | 1  |
|       | SWE Suécia               |                 |                  | 1                 | 1  |
| TOTAL | TOTAL                    | 13              | 13               | 13                | 39 |

### Rapazes
| Evento          | Ouro                       | Prata                    | Bronze                |
| --------------- | -------------------------- | ------------------------ | --------------------- |
| -49 kg detalhes | AZE Rufat Huseynov         | UZB Sulaymon Latipov     | JPN Subaru Murata     |
| -52 kg detalhes | USA Shakur Stevenson       | CHN Lu Ping              | GBR Muhammad Ali      |
| -56 kg detalhes | CUB Javier Ibañez Díaz     | BUL Dushko Mihaylov      | GBR Peter McGrail     |
| -60 kg detalhes | KAZ Ablaikhan Zhussupov    | CUB Alain Limonta Boudet | HUN Richard Konnyu    |
| -64 kg detalhes | ITA Vincenzo Arecchia      | JPN Toshihiro Suzuki     | TUR Adem Furkan Avci  |
| -69 kg detalhes | UZB Bektemir Melikuziev    | DOM Juan Ramón Solano    | ITA Vincenzo Lizzi    |
| -75 kg detalhes | UKR Ramil Gadzhyiev        | RUS Dmitriy Nesterov     | CRO Luka Plantic      |
| -81 kg detalhes | BUL Blagoy Naydenov        | KAZ Vadim Kazakov        | ARM Narek Manasyan    |
| -91 kg detalhes | CUB Yordan Alain Hernández | CRO Toni Filipi          | IRL Michael Gallagher |
| +91 kg detalhes | GER Peter Kadiru           | USA Darmani Rock         | RUS Marat Kerimkhanov |

### Moças
| Evento          | Ouro                 | Prata              | Bronze               |
| --------------- | -------------------- | ------------------ | -------------------- |
| -51 kg detalhes | CHN Chang Yuan       | ITA Irma Testa     | TUR Neriman Istik    |
| -60 kg detalhes | USA Jajaira Gonzalez | IRL Ciara Ginty    | SWE Agnes Alexiusson |
| -75 kg detalhes | POL Elzbieta Wojcik  | TPE Chen Nien-chin | AUS Caitlin Parker   |